# Dom Funkcjonalny
Dom Funkcjonalny – dom z pracownią rzeźbiarską Mieczysława Lubelskiego znajdujący się przy ul. Jakubowskiej 16 na Saskiej Kępie w Warszawie. 

## Opis
Budynek został wzniesiony w 1928 według projektu Czesława Przybylskiego (prywatnie przyjaciela Mieczysława Lubelskiego). Oprócz rzeźbiarza w różnych okresach mieszkali w nim również: Agnieszka Osiecka, Elżbieta i Emil Cieślarowie, Wiktor Gutt i Barbara Turkiewicz-Gutt.
Od 2011 miejsce znane jest jako Dom Funkcjonalny – siedziba galerii artystycznych. Dom udostępniany jest do zwiedzania m.in. w czasie Festiwalu Otwarte Mieszkania. We wnętrzu działa restauracja Eden Bistro, wcześniej zaś lokal zajmowała Kuchnia Funkcjonalna.
W 2016 Dom Funkcjonalny został wyróżniony Nagrodą im. Bohdana Lacherta i Józefa Szanajcy Najlepsza architektura Saskiej Kępy w kategorii Modernizacja Wnętrza.